# Patrick Dehm

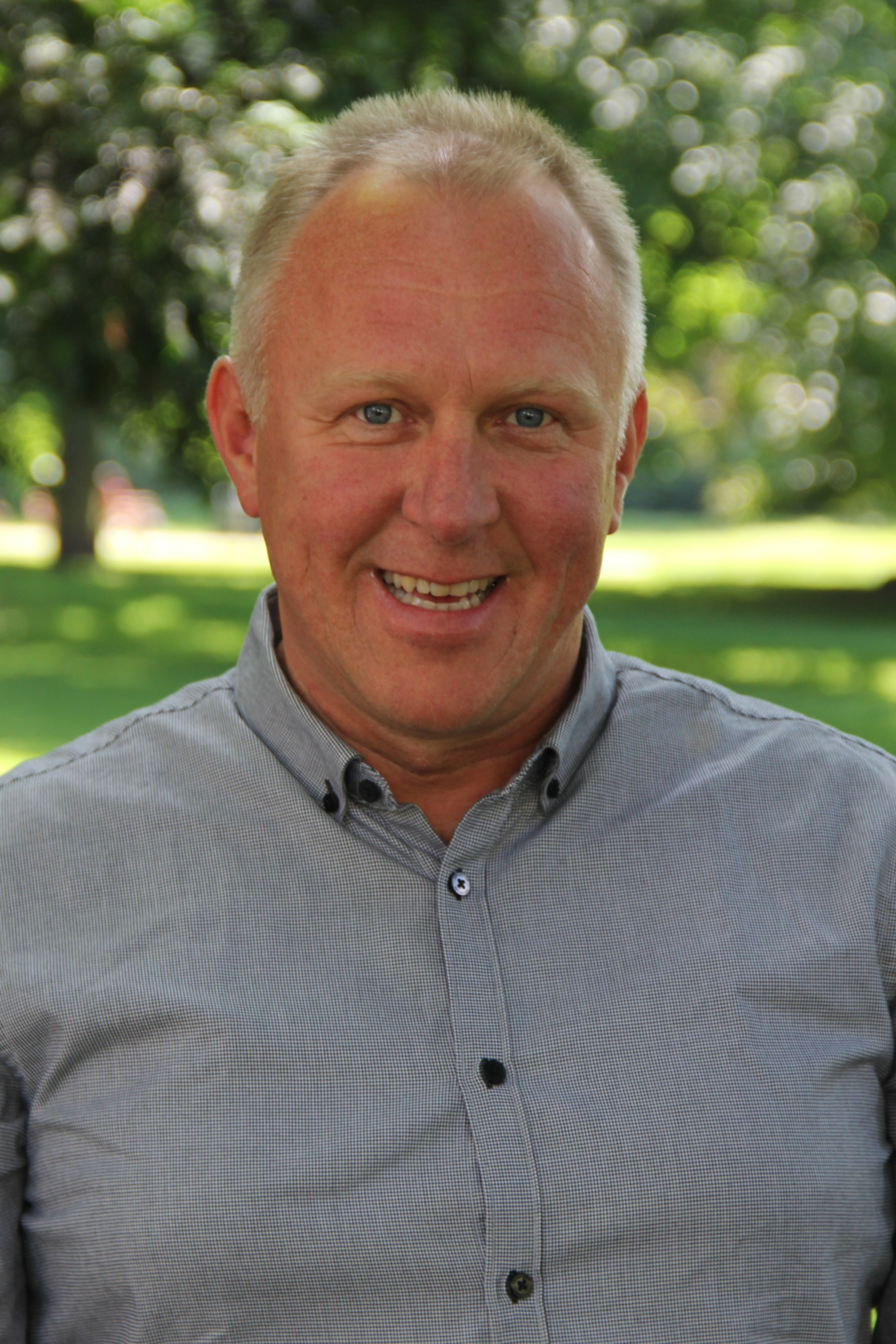
Patrick Dehm (2012)

Patrick Dehm (* 1962) ist ein deutscher römisch-katholischer Theologe und Verleger.

## Leben und Wirken

### Ausbildung und beruflicher Werdegang
Dehm studierte von 1981 bis 1987 katholische Theologie an der Universität Würzburg und Personalentwicklung in Kaiserslautern. Nach seinem Studium war er ab 1987 als Jugendreferent für kirchliche kommunale Jugendarbeit in Freigericht von der Diözese Fulda angestellt. 1989 wechselte er zum Bistum Limburg und amtierte dort 11 Jahre lang als Mitglied der Dezernatsleitung Jugend im Bischöflichen Ordinariat.
Von 2001 bis 2013 leitete er das Haus der Begegnung in Frankfurt am Main. Von 1996 bis 2013 war Dehm Vorsitzender des Arbeitskreises Kirchenmusik und Jugendseelsorge im Bistum Limburg. Er hat zahlreiche Liederbücher mit modernen Kirchenliedern herausgegeben und sowohl Bands als auch Jugendchöre unterstützt. 2011 gab er ein Liederbuch mit 720 Gesängen mit dem Titel Ein Segen sein – Junges Gotteslob heraus. Im Haus der Begegnung stand Dehm für ein Konzept in der Verbindung zwischen Therapie, Bildung und Kultur. Seine Theologie ist geprägt von dem Prinzip Gastfreundschaft und Offenheit.

### Fristlose Kündigung
In der Folge einer Auseinandersetzung um das Frankfurter Bildungs- und Kulturzentrum „Haus der Begegnung“ (HdB), das Tilmann Staudt, der leitende Architekt und Diözesanbaumeister des Bistums Limburg und die Immobilienmaklerin Martina Lucas-Klein am 11. Juni 2012 besucht hatten, entließ der Limburger Generalvikar Franz Josef Kaspar dessen Leiter Patrick Dehm am 29. Juni wegen einer angeblich „feindseligen“ Aussage über den Limburger Bischof Franz-Peter Tebartz-van Elst: Er habe, so Lucas-Klein, dem Bischof vorgeworfen, das „Tafelsilber verscherbeln“ zu wollen, und angedroht, über den etwaigen Verkauf des Hauses die Presse zu informieren. Als eigentlicher Kündigungsgrund wurde Dehms liberale Haltung vermutet, der mit jungen, kirchenfernen und konfessionslosen Menschen arbeitete. Er hatte das Haus der Begegnung bis zu diesem Zeitpunkt 11 Jahre geleitet und seit 23 Jahren im Bistum Limburg gearbeitet. Am 14. August kündigte ihm dieses zusätzlich fristlos, wegen angeblicher Zweckentfremdung eines für interne Angebote vorgesehenen Geldbetrags. Beide Male wurde er nicht zu den Vorwürfen angehört.
Das Arbeitsgericht Frankfurt am Main, bei dem er klagte, wies den ersten Kündigungsgrund als haltlos zurück. Angebote des Bistums, Dehm bei halben Bezügen als Berater oder Religionslehrer weiter zu beschäftigen, und ein Abfindungsangebot, lehnte er ab. Die Initiative Kirche von Unten kritisierte die Vergleichsangebote als „skandalöses Beispiel dafür, wie die Leitung dieses Bistums auch vor unsauberen Methoden nicht zurückschreckt, um eine Trendwende in Richtung eines römischen Traditionalismus zu forcieren, unter Missachtung gewachsener pastoraler Traditionen und Strukturen.“ Der Bischof folge einem autoritären Muster, bei dem profilierte und bundesweit geachtete Mitarbeiter mit „arbeitsrechtlichen Tricksereien“ aus politischen Motiven auf eine minder bezahlte Stelle abgeschoben und dann abgefunden würden, um sie loszuwerden. Dies erfordere synodalen Widerstand.
Im Prozess wurde bekannt, dass Martina Lucas-Klein mit Theodor Michael Lucas, dem Geschäftsführer der Josefs-Gesellschaft in Köln, verheiratet ist, Generalvikar Kaspar in deren Aufsichtsrat saß und mit Lucas die Finanzen des Bischöflichen Stuhls Limburg beaufsichtigte. Das Arbeitsgericht beurteilte beide Kündigungen als rechtswidrig und sprach ihm eine Abfindung zu. Dehm blieb bis zum Ablauf der Kündigungsfrist am 31. März 2013 beurlaubt. Seine Stelle blieb unbesetzt, obwohl das Bistum die Bedeutung des Hauses der Begegnung als Kultur- und Bildungseinrichtung für junge Erwachsene betonte. Briefliche Bitten an Bischof Tebartz-van Elst, Dehm wieder einzustellen, blieben unbeantwortet.

## Eugen-Dehm-Stiftung
Nach dem Tod seines Vaters Eugen Dehm 2008 gründete Patrick Dehm gemeinsam mit seiner Mutter und seinem Bruder die Eugen-Dehm-Stiftung. Die Stiftung hat das Ziel der Förderung von Selbsthilfe und eines ganzheitlichen Gesundheitsansatzes. Sie setzt sich für Gesundheitsförderung und Patientenunterstützung ein. Sie will bürgerschaftliches Engagement für gesunde Lebensweisen fördern, unabhängige Patienteninformation und -beratung unterstützen, sowie gesundheitspolitische Fragen aus Sicht von Bürgern und Patienten aufgreifen. Die Eugen-Dehm-Stiftung ist seit 11. November 2008 als rechtsfähige Stiftung des bürgerlichen Rechts durch das Regierungspräsidium Darmstadt anerkannt.

## Dehm-Verlag
Seit 2008 ist Dehm Inhaber des Dehm-Verlages. Der Dehm-Verlag verlegt zumeist Kompositionen und Texte aus dem Bereich des Neuen Geistlichen Liedes. Einige der Lieder haben ebenso Eingang in den Stammteil und Diözesananhänge des Katholischen Gotteslobes gefunden, wie in den Stammteil oder Regionalanhänge des Evangelischen Gesangbuches.
Von Mai 2015 bis Juni 2024 gehörte Dehm dem Ausschuss Kirchenmusik der Verwertungsgesellschaft Musikedition an.

## Verein inTAKT
Dehm ist Gründungsmitglied des am 8. April 2013 gegründeten ökumenischen Vereins inTAKT e. V. zur Förderung des Neuen Geistlichen Liedes. Gemeinsam mit Eugen Eckert und Annette Kreuzer bildet er den Vereinsvorstand. Der Verein inTakt wurde gegründet, um die Arbeit am Neuen Geistlichen Lied zu fördern und für die Zukunft zu sichern. Die Gründung des Vereins wurde notwendig, nachdem der Arbeitskreis Kirchenmusik und Jugendseelsorge im Bistum Limburg nicht mehr in der Form der vergangenen 30 Jahre weitergeführt werden konnte. Der Verein ist ökumenisch ausgerichtet und durch die Breite seiner Arbeit für alle NGL-Schaffenden offen.

## Verband für Christliche Popularmusik
Dehm ist Gründungs-Vorstandmitglied des am 27. Februar 2022 gegründeten Verbandes für Christliche Popularmusik in den Diözesen Deutschlands. Zweck des Verbandes ist es, die Akteure im Bereich Christlicher Popularmusik in Deutschland in ihrer musikalischen, religiösen, liturgischen und kulturellen Arbeit zu unterstützen. Er dient damit der Förderung der Kunst, der Kultur und der Religion. Er will allen Strömungen der christlichen Popularmusik im Bereich der Katholischen Kirche Deutschlands ein Dach geben.

## Politische Tätigkeit
Seit dem 3. Mai 2022 gehört Dehm als Mitglied von Bündnis 90/Die Grünen als Stadtrat dem Magistrat der Stadt Limburg an der Lahn an.

## Veröffentlichungen (Auswahl)

### Musikausgaben
- 2003: Lass dein Licht leuchten, Chorbuch mit 103 Liedern, Rufen und Kanons für die Advents- und Weihnachtszeit.
- 2006: NachKlänge, 69 Lieder, davon 40 Erstveröffentlichungen, 15 ausgearbeitete Vorschläge, wie Abendgebete in Gemeinden, Jugendgruppen, Schule und Katechese gefeiert werden können
- 2007: Der Umgang mit dem Urheberrecht – Was ist erlaubt uns was nicht?
- 2007: Gospel Music of King Solomon
- 2007: Südtiroler Messe
- 2008: Weil du da bist – Kinder Gotteslob, Sammlung mit 380 neuen und bekannten Liedern
- 2009: Weil der Himmel uns braucht, Chorbuch, Eine Sammlung mit 204 Liedern, Rufen und Kanons
- 2010: Lichter auf dem Weg, Messe mit Neuen geistlichen Liedern für drei- bis vierstimmigen gemischten Chor, Text: Helmut Schlegel, Musik: Winfried Heurich
- 2011: Irische Messe: Die Saat geht auf, Musik: Liam Lawton, Text: Alexander Bayer
- 2011: Wie Feuer in der Nacht Eine Messe mit Neuen Geistlichen Liedern, Musik: Ralph Grössler, Text: Eugen Eckert
- 2011: Ragtime-Mass. Lateinisches Messordinarium für Solo, gemischten Chor, Streicher und Dixieland-Combo, Musik: Johann Simon Kreuzpointner
- 2011: Ein Segen sein – Junges Gotteslob mit 720 Liedern
- 2011: Begegnen und Versöhnen, Lieder für ein- bis vierstimmigen gemischten Chor und Klavier, Musik: Winfried Heurich
- 2012: Soulmesse, Musik: Kai Lünnemann
- 2012: Moderne geistliche Literatur für Männerchöre
- 2012: Sende uns Engel – Liederbuch Im Buch in Gebärdenschrift und Noten
- 2013: Von David, Saul & Goliath. Kindermusical, Text: Eugen Eckert, Musik: Horst Christill
- 2013: Die Träume hüten, Chorbuch, Eine Sammlung mit 169 Neuen Geistlichen Liedern
- 2014: Und dann warst du da : Kantate zum 1. Weihnachtstag, Text: Eugen Eckert, Musik: Horst Christill
- 2015: Ragtime Mass: Für Soli, gemischten Chor, Streicher und Dixieland-Combo, Musik: Johann Simon Kreuzpointner
- 2016: Feuerzungen : Oratorium zum Pfingstfest ; in sechs Bildern ; für Soli, Chor und Orchester, Text: Eugen Eckert, Musik: Peter Reulein
- 2016: Laudato si’ (Oratorium) : ein franziskanisches Magnificat : Oratorium für Chor, Soli und Orchester, Text: Helmut Schlegel, Musik: Peter Reulein
- 2016: Die Segel sind gesetzt, Lieder zur Hochzeit und Segnung der Liebe
- 2017: Und dann kam der Morgen, Chorbuch, Eine Sammlung mit 169 Neuen Geistlichen Liedern
- 2019: Eine Handbreit bei dir; Neue Texte und Melodien zu allen 150 Psalmen der Bibel
- 2020: Mehr als zu erwarten : Irische Messe
- 2020: Mich wundert, dass ich so fröhlich bin : 8 Volkslieder in neuen Arrangements
- 2020: Ihr erbt letztlich das Land – Friedensmesse
- 2020: Freude und Hoffnung: Eine Messe mit neuen Geistlichen Liedern
- 2020: Lieder vom Licht
- 2020: Auf dem Weg durch diese Nacht, Chorbuch Evensong I Abendlob, für Oberstimmenchor und gemischten Chor; Hrsg.zusammen mit Johannes M. Schröder
- 2021: Neue geistliche Literatur für Frauenchöre; Hrsg. zusammen mit Johannes M. Schröder
- 2023: Wurzeln können, Liederbuch für eine lebendige Gemeinde. Eine Sammlung mit 766 Neuen Geistlichen Liedern.
- 2025: Wurzeln können, Chorbuch – eine Sammlung mit 140 Chorsätzen

### Tonträger
- Erzähl mir von dir: Neue geistliche Lieder von Markus Schöllhorn
- Auf der Höhe der Zeit: Jan von Lingen